# Американска бъбрица
Американска бъбрица (Anthus rubescens) е вид птица от семейство Стърчиопашкови (Motacillidae).

## Разпространение и местообитание
Разпространен е в Бахамските острови, Гватемала, Гренландия, Израел, Индия, Иран, Казахстан, Кайманови острови, Канада, Китай, Мексико, Пакистан, Русия, Салвадор, САЩ, Сен Пиер и Микелон, Търкс и Кайкос, Хондурас, Южна Корея и Япония.